# Controcultura (album)
| Recensione     | Giudizio |
| -------------- | -------- |
| Impatto Sonoro | Negativo |
| Rockit         | Positivo |
| Rockol         | Positivo |

Controcultura è il sesto album in studio del rapper italiano Fabri Fibra, pubblicato il 7 settembre 2010 dalla Universal Music Group.
L'album è presente nella lista dei 100 migliori album italiani secondo Rolling Stone Italia alla posizione numero 47. Il disco risulta essere anche uno dei più venduti del genere in Italia in quell'anno, avendo totalizzato oltre 180 000 copie.

## Descrizione
Controcultura è stato anticipato a luglio dal primo mixtape del rapper, Quorum, e contiene diciotto tracce inedite, tra cui collaborazioni con Marracash, Dargen D'Amico, Entics, Simona Barbieri e DJ Double S.
L'album si focalizza su tematiche riguardanti la gerontocrazia, il Nuovo ordine mondiale, la massoneria, la corruzione e il degrado morale delle masse. Il rapper inoltre si concentra sulla crisi economica, riflessa sulle nuove generazioni. Figurano anche varie citazioni alla cronaca italiana, tra cui lo scandalo sessuale che ha coinvolto l'ex presidente del Consiglio Silvio Berlusconi.

## Copertina
La copertina dell'album rappresenta la testa di Fabri Fibra aperta, con il cervello che viene tagliato con coltello e forchetta da delle mani rappresentanti politici e banchieri.

## Censure
La copertina dell'album è stata sottoposta ad autocensura da parte del rapper a causa del forte impatto visivo, è stato infatti incollato un adesivo con il titolo dell'album sopra la testa aperta di Fibra.
Nel brano Vip in Trip, primo singolo estratto, sono stati censurati i nomi di Piero Marrazzo e Laura Chiatti nel brano. Inoltre il relativo video musicale fu rimosso per motivi legali e ripubblicato il 30 maggio 2013 sul canale YouTube ufficiale di Fibra in una versione alternativa, in quanto è presente una seconda strofa diversa; anche l'album è stato ristampato con questa nuova versione del brano.

## Tracce
Testi di Fabrizio Tarducci, eccetto dove indicato.
1. 6791 – 3:10 (musica: Francesco Barbaglia, Andrea Fratangelo)
2. Escort – 3:50 (musica: James Cella)
3. ≠ (diverso) – 3:27 (musica: Antwan Thompson)
4. Double Trouble – 3:13 (musica: Jesús Mi Amor, Kyle Davidson, Chris Paultre)
5. +- (più o meno) – 3:38 (musica: Jesús Mi Amor, Kyle Davidson, Chris Paultre)
6. Spara al diavolo – 3:42 (musica: Adam Deitch, Eric Krasno)
7. Controcultura – 4:35 (musica: Adam Deitch, Eric Krasno)
8. Vip in Trip – 3:56 (musica: Michele Canova Iorfida)
9. Qualcuno normale (feat. Marracash) – 3:20 (testo: Fabrizio Tarducci, Fabio Rizzo – musica: Michele Canova Iorfida)
10. Insensibile (feat. Dargen D'Amico) – 4:19 (testo: Fabrizio Tarducci, Jacopo D'Amico – musica: Oladipo Omishore)
11. Tranne te – 4:00 (musica: Steve Fraschini, Rémi Tobbal)
12. Non potete capire – 3:12 (musica: Antwan Thompson)
13. 3 parole – 4:22 (musica: Marco Zangirolami, Massimiliano Dagani)
14. Rivelazione – 3:46 (musica: Massimiliano Dagani)
15. Troppo famoso (feat. Entics) – 3:02 (testo: Fabrizio Tarducci, Cristiano Zuncheddu – musica: Antwan Thompson)
16. Le donne – 4:01 (musica: Adam Deitch, Eric Krasno)
17. In alto (feat. Simona Barbieri) – 4:03 (testo: Fabrizio Tarducci, Simona Barbieri McKenzie – musica: Oladipo Omishore)
18. La fretta (feat. DJ Double S) – 4:08 (musica: Luca Porzio, Andrea Curci)

Tracce bonus nell'edizione di iTunes
1. Quorum – 3:27

## Formazione
- Fabri Fibra – voce
- Marracash – voce aggiuntiva (traccia 9)
- Dargen D'Amico – voce aggiuntiva (traccia 10)
- Entics – voce aggiuntiva (traccia 15)
- Simona Barbieri – voce aggiuntiva (traccia 17)
- DJ Double S – scratch (traccia 18)

Produzione
- Crookers – produzione (traccia 1)
- JFK – produzione (traccia 2)
- Amadeus – produzione (tracce 3, 12 e 15)
- The Buchanans – produzione (tracce 4 e 5)
- Fyre Dept. – produzione (tracce 6, 7 e 16)
- Michele Canova Iorfida – produzione (tracce 8 e 9)
- Dot Da Genius – produzione (tracce 10 e 17)
- Medeline – produzione (traccia 11)
- Big Fish – produzione (tracce 13 e 14)
- DJ Nais – produzione (traccia 18)
- Andrea BZilla – produzione (traccia 18)

## Successo commerciale
L'album ha debuttato alla prima posizione della Classifica FIMI Album, venendo certificato disco d'oro nel mese di novembre 2010, dopo due mesi dalla sua pubblicazione.
Nel mese di febbraio 2011, a meno di cinque mesi dalla sua pubblicazione, l'album ha raggiunto anche la certificazione di disco di platino, superando quindi le 60 000 copie vendute. Nel mese di maggio 2014, dopo quasi quattro anni dalla pubblicazione, il disco viene certificato triplo disco di platino, superando così le 180 000 copie vendute, poiché precedentemente aveva ricevuto la certificazione di multiplatino.

## Classifiche

### Classifiche settimanali
| Classifica (2010) | Posizione massima |
| ----------------- | ----------------- |
| Italia            | 1                 |
| Svizzera          | 79                |

### Classifiche di fine anno
| Classifica (2010) | Posizione |
| ----------------- | --------- |
| Italia            | 34        |